# BBÖ 1670 sorozat
Az ÖBB 1670 sorozat, régebbi nevén a BBÖ 1670 sorozat egy (1A)'Bo(A1)' tengelyelrendezésű osztrák villamosmozdony-sorozat volt. 1928-ban és 1932-ben  gyártotta a Siemens-Schuckert, a Krauss és a Floridsdorf. Összesen 34 db készült belőle. Az ÖBB 1983-tól kezdve selejtezte a sorozatot.